# إدوارد إلوين جونز
إدوارد إلوين جونز (بالإنجليزية: Edward Elwyn Jones)‏ هو موزع بريطاني، ولد في 27 أبريل 1977.

## وصلات خارجية
- إدوارد إلوين جونز على موقع ميوزك برينز (الإنجليزية)